# Thecanthes cornucopiae
Thecanthes cornucopiae är en tibastväxtart som först beskrevs av M. Vahl, och fick sitt nu gällande namn av Wikstrom. Thecanthes cornucopiae ingår i släktet Thecanthes och familjen tibastväxter. Inga underarter finns listade i Catalogue of Life.